# 兹比格涅夫·克维亚特科夫斯基
兹比格涅夫·克维亚特科夫斯基（波蘭語：Zbigniew Kwiatkowski，1985年4月2日—），生于姆瓦瓦，波兰男子手球运动员。他曾代表波兰国家队参加2007年世界男子手球锦标赛，获得一枚银牌。